# 1521
1521 (MDXXI) var ett normalår som började en tisdag i den julianska kalendern.

## Händelser

### Januari
- Nyåret
  - Dalkarlarna ändrar sig och skickar sina två bästa skidlöpare efter Gustav Vasa, för att hämta tillbaka honom (det första Vasaloppet).
  - Dalkarlarna väljer den då endast 24-årige Gustav till Dalarnas hövitsman och upproret mot danskarna, Befrielsekriget, utbryter. Gustav får 16 livvakter han kan styra över, vilket är den första grunden till Svea Livgarde. Men han har ingen flotta, inga kanoner, inga slott eller borgar.

### Mars
- 10 mars – Dalahären fängslar bergsfogden i Falun och indriver kungens skatt samt lägger beslag på Kopparbergs gruva.
- 17 mars – Ferdinand Magellan upptäcker Filippinerna.[1]
- Gustav Trolle skickas mot Hälsingland, men när hans tvåhundra ryttare ser den tusenhövdade bondehären flyr de söderut.

### April
- Början av april – Dalahären besegrar danskarna under Didrik Slagheck i slaget vid Brunnbäcks färja.
- April – Örebro slott börjar belägras på initiativ av Gustav Vasa.
- 16–21 april – Riksdagen i Worms hålls.
- 29 april – Dalahären besegrar danskarna i slaget om Västerås och slottet börjar belägras. I och med detta vänds oppositionen bland rådsaristokratin som ansluter sig till Gustav Vasa. Danskarna sätter samtidigt eld på Västerås, och domkyrkan brinner.[2]

### Maj
- 19 maj – Dalahären besegrar danskarna och erövrar staden i slaget om Uppsala.

### Juni
- 24 juni – Dalkarlarna börjar belägra Stockholm.

### Juli
- 15 juli – Ett riksmöte hålls i Stockholm. Gustav Vasa erbjuds fri lejd till Stockholm och att allting skall vara förlåtet. För att bevisa detta låter Gustav Trolle låsa in Didrik Slagheck. Dessutom utlovas stora mängder med malt och humle. Gustav Vasa avvaktar. Snart har revolten nått Brunkeberg men bönderna kan omöjligt storma staden.
- Under sommaren lugnar situationen ner sig. Många åker hem så länge till sina gårdar och hjälper till med skörden. Lars Siggeson (Sparre), som också varit gisslan hos Kristian II men som gått över till danskarnas sida, går nu över till Gustav Vasa, även Hans Brask och Ture Jönsson (Tre rosor) går över till Gustav.

### Augusti
- 13 augusti – Spanjorerna under befäl av Hernán Cortés erövrar den aztekiska huvudstaden Tenochtitlan.
- 23 augusti – Kristian II avsätts som kung av Sverige och Gustav Vasa väljs till Sveriges riksföreståndare vid ett möte i Vadstena. Härvid tvingas den svenske ärkebiskopen Gustav Trolle i landsflykt, för att aldrig återkomma till Sverige.
- Riksråden flyr från Sverige eftersom de inte vågar stanna i landet längre. På hösten slår de läger i Rotebro och Botkyrka.

### September
- 29 september – Turkiska trupper ockuperar Belgrad, en ockupation som varar nästan 300 år.

### December
- 24 december – Den danske slottsfogden på Nyköpingshus kapitulerar för svenskarna.
- December – Befälhavaren på Stegeborgs slott, Berend von Melen, går över till Gustav Vasa och slottet faller i upprorshärens händer.

### Okänt datum
- Protester väcks mot att Gustav Vasa låter prägla klippingar, silvermynt med så låg silverhalt att de ej kan användas för utrikeshandel.
- En andra omarbetad och utökad version av Ludovico Ariostos renässansepos Den rasande Roland (Orlando furioso) utkommer i Ferrara.

## Födda
- 8 maj – Petrus Canisius, jesuit, kyrkolärare, helgon.
- 4 augusti – Urban VII, född Giovanni Battista Castagna, påve från 15 till 27 september 1590.
- November – Kristina, dotter till Kristian II.
- 13 december – Sixtus V, född Felice Peretti, påve 1585–1590.
- Katarina Howard, drottning av England 1540–1541 (gift med Henrik VIII) (antagligen född detta år)

## Avlidna
- Våren – Jakob Ulvsson, svensk ärkebiskop 1469–1515.
- 27 april – Fernão de Magalhães, portugisisk sjöfarare och upptäcktsresande (stupad).
- 1 december – Leo X, född Giovanni de' Medici, påve sedan 1513.
- 8 december – Kristina av Sachsen, drottning av Danmark 1481–1513, av Norge 1483–1513 och av Sverige 1497–1501, gift med kung Hans.

### Fotnoter
1. ↑  ”World Statesmen (läst 4 april 2011)”. http://www.worldstatesmen.org/Philippines.htm.
2. ↑  ”Värmlands brandhistoriska klubb”. Arkiverad från originalet den 12 oktober 2011. https://www.webcitation.org/62NB7kO36?url=http://www.brandhistoriska.org/olyckor_se.html. Läst 25 mars 2011.